# Dripetis
Dripetis foi uma princesa aquemênida, que nasceu entre 350 e 345 a.C., filha de Estatira I e Dario III. 
Quando seu pai começou uma campanha militar contra o exército invasor de Alexandre, o Grande, Dripetis o acompanhou, junto com sua mãe, sua irmã Estatira, e sua avó Sisigambis. Após a batalha de Isso em 333 a.C., Dario fugiu, e sua família foi capturada por tropas macedônias. Alexandre se encontrou pessoalmente com as mulheres e prometeu fornecer dotes para Dripetis e Estatira.
Dripetis casou com Heféstio Amintoros, um general do exército de Alexandre, em 324 a.C., ficando viúva logo depois.